# Liste der Baudenkmale in Parchim (Außenbereiche)
In der Liste der Baudenkmale in Parchim (Außenbereiche) sind alle Baudenkmale in den Außenbereichen der Kreisstadt Parchim aufgelistet (Stand: 17. August 2009). Die Baudenkmale im Kerngebiet der Stadt sind in der Liste der Baudenkmale in Parchim aufgeführt.

## Damm
| ID | Lage    | Bezeichnung                      | Beschreibung | Bild                             |
| -- | ------- | -------------------------------- | --- | -------------------------------- |
|    | (Karte) | Kirche                           | Die Kirche wurde Ende des 15. Jahrhunderts erbaut, der verbretterte Dachturm kam wahrscheinlich im 19. Jahrhundert hinzu. | Weitere Bilder                   |
|    | (Karte) | Friedhof, Kriegerdenkmal 1914/18 | | Friedhof, Kriegerdenkmal 1914/18 |

## Dargelütz
| ID | Lage                      | Bezeichnung                                     | Beschreibung | Bild                                            |
| -- | ------------------------- | ----------------------------------------------- | ------------ | ----------------------------------------------- |
|    | (Karte)                   | Friedhof, Kirchturm und Grabmal Johanna Beitzer |              | Friedhof, Kirchturm und Grabmal Johanna Beitzer |
|    | Neue Dorfstraße 8 (Karte) | Gutshaus                                        |              | Gutshaus                                        |

## Kiekindemark
| ID | Lage                   | Bezeichnung                             | Beschreibung | Bild                                    |
| -- | ---------------------- | --------------------------------------- | ------------ | --------------------------------------- |
|    | (Karte)                | Forsthaus, Stallscheune, Scheune, Mauer |              | Forsthaus, Stallscheune, Scheune, Mauer |
|    | nordwestlich des Ortes | Grenzstein                              |              |                                         |

## Malchow
| ID | Lage             | Bezeichnung                                            | Beschreibung | Bild |
| -- | ---------------- | ------------------------------------------------------ | ------------ | ---- |
|    |                  | Kriegerdenkmal 1914/18                                 |              |      |
|    | Ausbau 1 (Karte) | Bauernhof mit Ställen und Scheune und Fachwerkschuppen |              |      |

## Neuhof
| ID | Lage                   | Bezeichnung            | Beschreibung | Bild |
| -- | ---------------------- | ---------------------- | ------------ | ---- |
|    | An der Waage 1 (Karte) | Wohnhaus               |              |      |
|    | an der B 321           | Todesmarschgedenkstein |              |      |
|    |                        | Kriegerdenkmal 1914/18 |              |      |

## Slate
| ID | Lage                                        | Bezeichnung                            | Beschreibung | Bild               |
| -- | ------------------------------------------- | -------------------------------------- | ------------ | ------------------ |
|    | (Karte)                                     | Kirche mit Trockenmauer                |              | Weitere Bilder     |
|    | Kirchstraße 1 (Karte)                       | Pfarrhaus                              |              |                    |
|    | Kirchstraße 2 (Karte)                       | ehemaliges Pfarrwitwenhaus             |              |                    |
|    | Kirchstraße 3 (Karte)                       | Wohnhaus                               |              |                    |
|    | Waldstraße 8 (Karte)                        | ehemaliger Bahnhof                     |              | ehemaliger Bahnhof |
|    | Hauptstraße 11 (Karte)                      | Wohnhaus                               |              |                    |
|    | Hauptstraße 13 (Karte)                      | Wassermühle, Stall, Scheune und Brücke |              |                    |
|    | Hauptstraße 17 (Karte)                      | Bauernhaus und 2 Scheunen              |              |                    |
|    | Hauptstraße 18 (Karte)                      | ehemalige Schule und Scheune           |              |                    |
|    | Hauptstraße 23 (Karte)                      | Wohnhaus                               |              |                    |
|    | an der B 321                                | Todesmarschgedenkstein                 |              |                    |
|    | an der B 321, südlicher Ortsausgang (Karte) | Meilenstein                            |              | Meilenstein        |

## Voigtsdorf
| ID | Lage    | Bezeichnung                                           | Beschreibung | Bild |
| -- | ------- | ----------------------------------------------------- | ------------ | ---- |
|    | (Karte) | Forsthaus, 2 Ställe, Wirtschaftsgebäude und Fischhaus |              |      |